# 서울특별시 북부병원
서울특별시 북부병원은 만성질환을 전문적으로 진료하기 위해 서울특별시청 산하에 설치된 서울특별시립병원이다.
병원장은 지방부이사관으로 보하나, 지방임기제공무원으로도 보할 수 있다.

## 연혁
- 2006년 설치

## 진료 과목
내과, 신경과, 정신건강의학과, 재활의학과, 가정의학과, 한방과